# Liste der Monuments historiques in Arnay-le-Duc
Die Liste der Monuments historiques in Arnay-le-Duc führt die Monuments historiques in der französischen Gemeinde Arnay-le-Duc auf.

## Liste der Immobilien
| Bezeichnung                  | Beschreibung | Standort                                | Kennzeichnung | Schutzstatus | Datum | Bild           |
| ---------------------------- | --- | --------------------------------------- | ------------- | ------------ | ----- | -------------- |
| Château des Princes de Condé | Schloss, 1550 erbaut                                                                                                | 3 Rue du Château (Lage)                 | PA00112063    | Inscrit      | 1926  | weitere Bilder |
| Hospiz Saint-Pierre          | aus dem 17. Jahrhundert; mit Portal, Wächterhaus und Taubenturm; heute Museum Maison régionale des arts de la table | 15 Rue Saint-Jacques (Lage)             | PA00112064    | Inscrit      | 1981  | weitere Bilder |
| Maison Bourgogne             | Wohnhaus, 16. Jahrhundert                                                                                           | 6 Place Bonaventure des Perriers (Lage) | PA00112065    | Inscrit      | 1926  | weitere Bilder |
| Maison Maugars               | Fenster, 16. Jahrhundert                                                                                            | 12 Rue du Collège (Lage)                | PA00112066    | Inscrit      | 1929  |                |
| Kirche St-Laurent            | ab dem 15. Jahrhundert                                                                                              | Place de l’Eglise (Lage)                | PA00112067    | Classé       | 1875  | weitere Bilder |
| Tour de la Motte-Forte       | Befestigungsturm, 1529 erbaut                                                                                       | 10 Rue de l’Eglise (Lage)               | PA00112068    | Classé       | 1921  | weitere Bilder |
| Wohnhaus                     | Fachwerkhaus mit massivem Sockelgeschoss, 16. Jahrhundert; mit Brunnen                                              | 24 Rue Saint-Honoré (Lage)              | PA21000016    | Inscrit      | 1999  |                |

## Liste der Objekte
| Bezeichnung                               | Beschreibung                                                                        | Standort                         | Kennzeichnung | Schutzstatus | Datum | Bild           |
| ----------------------------------------- | ----------------------------------------------------------------------------------- | -------------------------------- | ------------- | ------------ | ----- | -------------- |
| Pietà                                     | Kalkstein, farbig gefasst, 16. Jahrhundert                                          | in der Kirche St-Laurent (Lage)  | PM21000058    | Classé       | 1912  |                |
| Gemälde Martyrium des heiligen Laurentius | Ölfarbe auf Holz, 1612 von Claude Menassier; nach Tizian                            | in der Kirche St-Laurent (Lage)  | PM21000059    | Classé       | 1912  | weitere Bilder |
| Zwei Gemälde Stifter und Stifterin        | zwei Flügel eines Triptychons; Ölfarbe auf Holz, 1609                               | in der Kirche St-Laurent (Lage)  | PM21000060    | Classé       | 1912  |                |
| Skulptur Erzengel Michael                 | Holz, farbig gefasst, 16. Jahrhundert                                               | in der Kirche St-Laurent (Lage)  | PM21000061    | Classé       | 1931  |                |
| Skulptur Johannes der Täufer              | Kalkstein, farbig gefasst, 16. Jahrhundert                                          | in der Kirche St-Laurent (Lage)  | PM21000062    | Classé       | 1933  |                |
| Gemälde Entschlafung Mariens              | Ölfarbe auf Holz, zweite Hälfte des 16. Jahrhunderts, Nicolas de Hoey zugeschrieben | in der Kirche St-Laurent (Lage)  | PM21000063    | Classé       | 1984  |                |
| Gemälde Schutzmantelmadonna               | Ölfarbe auf Holz, 17. Jahrhundert                                                   | in der Kirche St-Laurent (Lage)  | PM21000064    | Classé       | 1959  | weitere Bilder |
| Gemälde Anbetung der Hirten               | Ölfarbe auf Leinwand, 17. Jahrhundert; nach Jean Jouvenet                           | in der Kirche St-Laurent (Lage)  | PM21000065    | Classé       | 1979  |                |
| Gemälde Anbetung der Könige               | Ölfarbe auf Leinwand, 17. Jahrhundert                                               | in der Kirche St-Laurent (Lage)  | PM21000066    | Classé       | 1979  |                |
| Altarkreuz und sechs Altarleuchter        | Bronze, vergoldet, 1860                                                             | in der Kirche St-Laurent (Lage)  | PM21000067    | Classé       | 1979  |                |
| Gemälde Madonna mit Kind                  | Ölfarbe auf Holz, 15. Jahrhundert                                                   | im Hospice Saint-Pierre (Lage)   | PM21000068    | Classé       | 1913  |                |
| Zwei Platten                              | Fayence, 16. Jahrhundert                                                            | im Hospice Saint-Pierre (Lage)   | PM21000069    | Classé       | 1913  |                |
| Platte                                    | Fayence, 16. Jahrhundert                                                            | im Hospice Saint-Pierre (Lage)   | PM21000070    | Classé       | 1913  |                |
| Geschirrschrank                           | Holz, Mitte des 18. Jahrhunderts                                                    | im Hospice Saint-Pierre (Lage)   | PM21000071    | Classé       | 1959  |                |
| Sieben Arzneigefäße                       | Fayence, 18. Jahrhundert                                                            | im Hospice Saint-Pierre (Lage)   | PM21000072    | Classé       | 1959  |                |
| Mörser                                    | Bronze, 1595 gegossen                                                               | im Hospice Saint-Pierre (Lage)   | PM21000073    | Classé       | 1974  |                |
| Acht Platten                              | Fayence, 18. Jahrhundert                                                            | im Hospice Saint-Pierre (Lage)   | PM21002813    | Classé       | 1959  |                |
| 13 Teller                                 | Fayence, 18. Jahrhundert                                                            | im Hospice Saint-Pierre (Lage)   | PM21002814    | Classé       | 1959  |                |
| Suppenschüssel                            | Fayence, 18. Jahrhundert                                                            | im Hospice Saint-Pierre (Lage)   | PM21002815    | Classé       | 1959  |                |
| Skulptur Christus in der Rast             | Holz, farbig gefasst, 16. Jahrhundert                                               | in der Kirche St-Laurent (Lage)  | PM21003369    | Inscrit      | 1972  |                |
| Skulptur Heiliger Jakobus der Ältere      | Holz, farbig gefasst, 16. Jahrhundert                                               | in der Kirche St-Laurent (Lage)  | PM21003518    | Inscrit      | 1974  |                |
| Gemälde Heiliger Jakobus der Ältere       | Ölfarbe auf Leinwand, 17. Jahrhundert                                               | in der Kirche St-Laurent (Lage)  | PM21004821    | Inscrit      | 2009  | weitere Bilder |
| Glocke (1)                                | Bronze, 1465 gegossen                                                               | im Tour de la Motte-Forte (Lage) | PM21007135    | Inscrit      | 2023  |                |
| Glocke (2)                                | Bronze, 1544 gegossen                                                               | im Tour de la Motte-Forte (Lage) | PM21007136    | Inscrit      | 2023  |                |